# Космос-17
Космос-17 је један од преко 2400 совјетских вјештачких сателита лансираних у оквиру програма Космос.
Космос-17 је лансиран са космодрома Капустин Јар, СССР, 22. маја 1963. Ракета-носач Р-12 Двина (8К63, НАТО ознака SS-4 Sandal) са додатим степеном је поставила сателит у орбиту око планете Земље. Маса сателита при лансирању је износила 322 килограма. Космос-17 је био сателит намијењен за војно и научно истраживање.